# Pliang
En pliang är en taburett, vars underrede har samma krysskonstruktion som förekommer i vissa fällstolar. Sitsen är stoppad. Pliangen användes mestadels vid hoven som ceremonimöbel.